# Jorge Obregón
Jorge Obregón (Ortigal, Cauca, Colombia, 29 de marzo de 1997) es un futbolista Colombianos. Juega como delantero y su equipo actual es el Águilas Doradas de la Categoría Primera A de Colombia.

## Trayectoria

### Inicios
Nacido en Ortigal cauca, un municipio en el departamento del Cauca, al sur occidente de Colombia, Jorge llegó a la ciudad de Bogotá, para jugar en las divisiones inferiores de Independiente Santa Fe.

### Santa Fe
Allí, se destacaría teniendo grandes partidos, por lo que sería convocado por el profesor Gerardo Pelusso, para un partido contra el Envigado FC. Ese mismo partido, debutaría como futbolista profesional.
En el 2016, el jugador del Cauca, se va a préstamo al Llaneros, club de la ciudad de Villavicencio, que juega en la Segunda división del fútbol profesional colombiano. Allí ha tenido buenos partidos, logrando anotar 9 goles, siendo uno de los jugadores que más jugó el campeonato de ascenso.
Luego de su gran año en Llaneros y del buen Sudamericano sub-20, regresa a Santa Fe para jugar la Copa Libertadores 2017. Además jugó la Copa Sudamericana 2017.
En busca de mayor continuidad nuevamente fue cedido a préstamo, esta vez su destino sería Real Cartagena. Anotó 10 goles con ese equipo en la Segunda División de Colombia.

### Deportivo Municipal
A mediados del 2019 se marcha a préstamo al Deportivo Municipal.

## Selección nacional
Es convocado por la Selección Colombiana sub-20 para disputar el Campeonato Sudamericano Sub-20 en Ecuador.

### Participaciones en juveniles
| Competición                            | Sede    | Resultado  | Part. | Goles |
| -------------------------------------- | ------- | ---------- | ----- | ----- |
| Campeonato Sudamericano Sub-20 de 2017 | Ecuador | Eliminados | 7     | 1     |

## Clubes
| Club                | País     | Año         | PJ | Goles |
| ------------------- | -------- | ----------- | -- | ----- |
| Santa Fe            | Colombia | 2015        | 1  | 0     |
| Llaneros            | Colombia | 2016        | 26 | 9     |
| Santa Fe            | Colombia | 2017        | 13 | 0     |
| Real Cartagena      | Colombia | 2018        | 35 | 10    |
| Jaguares de Córdoba | Colombia | 2019        | 16 | 0     |
| Deportivo Municipal | Perú     | 2019        | 14 | 2     |
| Varaždin            | Croacia  | 2020 - 2021 | 47 | 11    |
| Rijeka              | Croacia  | 2021 - 2024 | 90 | 15    |
| Johor Darul Takzim  | Malasia  | 2024 - 2025 | 22 | 7     |
| Águilas Doradas     | Colombia | 2025 - Act. |    |       |

## Palmarés

### Campeonatos nacionales
| Título    | Club     | País     | Año  |
| --------- | -------- | -------- | ---- |
| Superliga | Santa Fe | Colombia | 2017 |

### Copas internacionales
| Título            | Club     | Año  |
| ----------------- | -------- | ---- |
| Copa Sudamericana | Santa Fe | 2015 |